# Кајова (Оклахома)
Кајова (енгл. Kiowa) град је у америчкој савезној држави Оклахома.

## Демографија
По попису из 2010. године број становника је 731, што је 38 (5,5%) становника више него 2000. године.
| Група             | 2000.       | 2010.       |
| Белци             | 536 (77,3%) | 549 (75,1%) |
| Афроамериканци    | 0 (0,0%)    | 2 (0,3%)    |
| Азијати           | 0 (0,0%)    | 0 (0,0%)    |
| Хиспаноамериканци | 17 (2,5%)   | 26 (3,6%)   |
| Укупно            | 693         | 731         |